# Sint-Janskerk (Nieuwstadt)
De Sint-Janskerk, voluit Sint-Johannes de Doper, in Nieuwstadt is een rooms katholieke kerk die oorspronkelijk als kapel (zonder toren) werd gebouwd in de tweede helft van de 13e eeuw. Zoals vele Limburgse kerken is deze kerk opgetrokken uit mergel.
De kerk markeert de overgang van de romaanse bouwstijl naar de gotiek. Het middenschip, en met name de lichtbeuk, vertoont onmiskenbaar romaanse vormen. De lichtbeuk bevat grote ronde ramen. De vensters in de zijbeuken zijn uitgevoerd in de vormen van de romaanse stijl, gecombineerd met details die stijlkenmerken vertonen van de Maaslandgotiek. Aan weerskanten zijn de oostelijke traveeën van de zijbeuken verhoogd tot pseudo-transepten. Het koor is in de 14e eeuw toegevoegd en staat in een hoek ten opzichte van de lengteas van het schip.
Aan de kerk zou later een lage toren zijn toegevoegd, maar na de verwoesting van de stad in 1398 was daar weinig meer van over. Op een plattegrond uit 1623 is nog een restant van deze toren afgebeeld.
De afstanden tussen de steunberen en de diverse vensters is onderling en links en rechts nogal verschillend. Waarschijnlijk zijn de steunberen later aangebracht bij geconstateerde verzakkingen, waarbij de steun belangrijker was dan een esthetisch uiterlijk.
In 1862 maakte architect P.J.H. Cuypers plannen voor een restauratie van de kerk. Met deze restauratie werd echter pas in 1880 begonnen. Cuypers wilde de muren van het koor verhogen en een toren toevoegen, maar deze onderdelen van de plannen werden nooit uitgevoerd. Cuypers voegde een neo-Romaans portaal toe aan het lagere gedeelte van de originele toren. Omdat er geen afbeeldingen beschikbaar zijn van hoe de kerk eruitzag vóór de restauratie, is niet bekend in hoeverre de zijbeuken origineel zijn of door Cuypers zijn ontworpen en gebouwd. In het oeuvre van Cuypers komt een vergelijkbare bouwstijl verder niet voor, waardoor aangenomen mag worden dat ze origineel is; bovendien vertoont de ruïne van de kerk van het Beyartklooster in Maastricht een vergelijkbare stijl.
Na 1899 voegde Cuypers de sacristie toe aan de zuidzijde.
Tussen 1927 en 1933 werd de kerk opnieuw gerestaureerd, deze keer door architect Jos Wielders, zelf inwoner van Nieuwstadt. Hij verving de kleine toren door een nieuw, lager, portaal. hij verlengde de zijbeuken en plaatste een geheel nieuwe toren, waarin overigens een groot aantal stenen afkomstig van de ruïnes van het Kasteel Montfort werden verwerkt.
Gevechten gedurende de Tweede Wereldoorlog hebben de kerk grote schade berokkend maar ze is weer herbouwd in de vooroorlogse staat.